# Erhard Roß
Karl Erhard Roß (* 20. Dezember 1877 in Groß  Wolfsdorf, Ostpreußen; † 17. März 1945 in Pillau) war ein deutscher Historiker und Gymnasiallehrer in Königsberg i. Pr.

## Leben
Roß studierte Germanistik, Geschichte und Geographie an der Albertus-Universität Königsberg und der Universität Jena. Im Wintersemester 1898/99 wurde er Mitglied der Burschenschaft Germania Königsberg. 1902 promovierte er über Die Politik des Großen Kurfürsten im Kriege gegen Frankreich 1672–75 mit besonderer Berücksichtigung des Separatfriedens von Vossem vom 6. Juni 1673 und des Zuges nach dem Elsaß im Herbst 1674 zum Dr. phil. Ab Oktober 1903 leistete er seinen einjährigen Wehrdienst ab.
1906 trat er an der Steindammer Realschule in das höhere Lehramt. 1907 heiratete er seine Frau Margarethe, mit der er vier Kinder hatte. Nachdem er als Offizier am Ersten Weltkrieg teilgenommen hatte, wurde er in der Weimarer Republik Oberstudienrat an der Hindenburg-Oberrealschule. 1920 war Roß Teilnehmer der Reichsschulkonferenz. Seit 1924 Oberstudiendirektor der Vorstädtischen Oberrealschule, wurde er 1928 als Nachfolger Paul Stettiners Stadtschulrat in Königsberg. 1933 wurde er aus diesem Amt entfernt und an die Königin-Luise-Schule versetzt, deren Schulleiter er bis 1945 war.
Roß war lange Zeit Vorsitzender des Ostpreußischen Philologenvereins. Er starb auf der Flucht vor der Roten Armee im März 1945 in Pillau.

## Schriften
- Die Politik des Großen Kurfürsten im Kriege gegen Frankreich 1672–75 mit besonderer Berücksichtigung des Separatfriedens von Vossem vom 6. Juni 1673 und des Zuges nach dem Elsaß im Herbst 1674. Hartungsche Buchdruckerei, Königsberg i. Pr. 1903.
- Beiträge zur Frage der staatsbürgerlichen Erziehung. Leupold, Königsberg i. Pr. 1912.
- Die Burschenschaft Germania Königsberg: Festschrift zu ihrem 70jährigen Stiftungsfeste. Leupold, Königsberg i. Pr. 1913.

## Auszeichnungen
- Eisernes Kreuz II. Klasse (1914)